# Ковентри (повесть)
Ковентри (англ. Coventry) — научно-фантастическая повесть Роберта Хайнлайна. Входит в цикл произведений «История будущего». Опубликована журналом Astounding Science Fiction в июле 1940 года. Название произведения происходит от английской идиомы «Послать в Ковентри» — что означает подвергнуть остракизму.

## Сюжет
Главного героя Дэвида МакКинона — романтического идеалиста — осуждают за нападение. Правительство предлагает всем осужденным или согласиться на коррекцию психики, или же быть отправленным в район, известный как «Ковентри». Мак-Кинон решает отправиться в изгнание, чтобы избежать скучного слишком цивилизованного общества. Он направляется на контролируемую правительством территорию за пределами «Барьера», который изолирует «Ковентри» от остального мира. Туда сосланы люди, которые отказываются выполнять социальные нормы и отказываются от психотерапии. МакКинон обнаруживает, что мирное анархическое общество, как он предполагал, на самом деле является мрачной антиутопией, разделенной на три отдельные «страны»:
- Новая Америка — коррумпированная демократия с не функционирующей судебной системой. Находится ближе других к точке вхождения в Ковентри, является самой густонаселенной;
- Свободное государство — абсолютная диктатура, управляемая «Освободителем» с еще более жесткой пенитенциарной системой, часто воюет с Новой Америкой;
- Ангелы — остатки теократии из повести «Если это будет продолжаться..», на холмах к северу от Новой Америки. Государство управляются новым «Воплощенным пророком».

МакКинон попадает в тюрьму Новой Америки. Вместе с новым знакомым Фейдером он устраивает побег из тюрьмы. Позже становится ясно, что Новая Америка и Свободное государство объединяют силы, чтобы атаковать внешнюю цивилизацию. МакКинон и Фейдер в одиночку вырываются из Ковентри, чтобы предупредить страну о неминуемой атаке. МакКиннон узнает, что Фейдер является агентом разведки внешней цивилизации, который работал внутри «Ковентри» под прикрытием. Героический поступок МакКинона возвращает ему гражданство, и суд больше не настаивает на психологической терапии.